# كيفن ويلسون (ممثل)
كيفن ويلسون (بالإنجليزية: Kevin J. Wilson)‏ هو ممثل أسترالي، ولد في 1901.

## وصلات خارجية
- كيفن ويلسون على موقع IMDb (الإنجليزية)
- كيفن ويلسون على موقع قاعدة بيانات الفيلم (الإنجليزية)